# اراگال
اراگال یا اراکال خدایی بین‌النهرینی بود که در ارتباط با ارا تصور می‌شد. با این حال، در مورد ماهیت ارتباط بین آنها در آشورشناسی توافقی وجود ندارد. در حالی که اراگال ممکن است با طوفان‌ها و ویرانی‌های ناشی از آنان مرتبط باشد، او عمدتاً به عنوان یک خدای خیرخواه شناخته شده‌است (برای مثال به عنوان یک خدای اختری با کارکردهای بلاگردان). او در جایگاه شوهر الهه نینشار، قصاب الهی اکور، در نظر گرفته می‌شد و می‌توان آنها را به عنوان یک جفت ستاره در رساله‌های نجومی مانند مول.اپین یافت. ارجاعات به پرستش اراگال رایج نیست، اگرچه نام او در منابع مختلفی از دوره ایسین-لارسا تا دوران نو بابلی آمده‌است. او همچنین در حماسه گیلگمش و آترا-هاسیس در جایگاه خدای مرتبط با طوفان بزرگ دیده می‌شود.

## نام و شخصیت
نام اراگال از جنبهٔ ریشه‌شناسی با ارا مرتبط و این نظر مطرح شده که معنای آن «ارای بزرگ» است. تئونیم کوتاه‌تر به نوبه خود به ریشه ḥrr برمی‌گردد که احتمالاً معنایش «سوزان» است و در زبان‌های سامی مختلف، از جمله اکدی گواهی شده‌است. چنین استدلال شده‌است که اراگال و ارا به دلیل شباهتهای بین آنها پس از دوره بابلی قدیم، یکی بوده‌اند، یا اینکه اراگال یک  «اقنوم ترکیبی» از ارا و نرگال بود که با تئونیم‌های دوگانه که به یک خدا نسبت داده می‌شد، قابل مقایسه است. چنین تئونیم‌هایی در متن‌های اوگاریتی مانند Nikkal-wa-Ib، کوثر-وا-خاسیس یا Qudšu-wa-Amrur، رایج بود. اما بنا به گفته فرانس ویگرمن، اراگال در پانتئون بین‌النهرین، متمایز بود و او را باید خدایی جداگانه در اصل دانست و نه گونه‌ای از ارا. فرانک سیمونز نیز این موضوع را به عنوان یک احتمال پذیرفته‌است. با این حال، کینتیا تیلور با ویگرمن مخالف است و استدلال می‌کند که به دلیل نزدیکی این دو خدا در فهرست‌های خدایان و این واقعیت که اراگال در متون نوشته شده به گویش امِسال سومری به خوبی گواهی شده، احتمالا آنها در شرایط مشابهی توسعه یافته‌اند و در اصل اراگال صفتی است که در متن‌های امِسال به ارا اطلاق می‌شود که در نهایت به عنوان یک چهره جداگانه در نظر گرفته شد. تئونیم‌های مرتبط دیگر عبارتند از Errakal، Errakalkal، Errakar و Erkal. نخستینِ آنها از نظر کارکردی مانند اراگال است و بر اساس حضور در متن‌های شناخته شده ممکن است املای اکدیِ همین نام را نشان دهد که به دنبال پدیده جایگزینی همخوان‌های صدادار و بی‌صدا در وام واژه‌های سومری در این زبان شکل گرفته است. صورت اراگال برای مثال در نسخه بابلی باستان فهرست خدای ویدنر و فهرست خدای شوش دیده می‌شود، در همان حال صورت اراکال در نسخه متاخر آن = آنوم (لوح VI، سطر ۱۰) و نیز آترا-هاسیس و حماسه گیلگمش آمده است.
چنین استدلال شده است که اراگال در اصل با طوفان‌ها و تخریب‌های ناشی از آنان مرتبط بوده‌است. به گفته نیکلا دی زورزی، قسمتی از بخش انوما آنو انلیل که بر آب‌وهوا متمرکز است را می‌توان به عنوان یک فال مربوط به او ترجمه کرد، «اراگال روزهای سختی را برای زمین به ارمغان خواهد آورد». با این حال، در بیشتر متونی که به او ارجاع داده‌اند، در جایگاه یک خیرخواه به تصویر کشیده شده‌است. او به عنوان یک خدای اختری عمل می‌کرد. در سری طلسم هولبازیزی («شر رفته!») او در کنار خوشه پروین، شباهنگ و مشتری برای بلاگردانی فراخوانده می‌شود. او همچنین به عنوان خدایِ مرتبط با جهان زیرین توصیف شده‌است.

## ارتباط با سایر خداییان
در فهرست خدای آن = آنوم (لوح I، سطر ۳۳۲) اراگال در میان خدایان نیپور قرار دارد و همسر نینشار (الهه‌ای که قصاب و آشپز اکور توصیف می‌شود) در نظر گرفته می‌شود. در مقابل، هیچ نشانه‌ای وجود ندارد که او هرگز با همسر ارا، مامی، ارتباط داشته باشد. بر اساس چکیده نجومی مول.اپین، اراگال و نینشار با دو ستاره جفت مطابقت دارند که در مجاورت ستاره مرتبط با «لاما، فرستاده بابا»، بخشی از صورت فلکی معروف به «ماده-بز»، شلیاق امروزی قرار دارند. چنین فرض شده است که «ستاره اراگال» مربوط به زتا لیرا است. اراگال و نینشار نیز با هم با nigkalagû مرتبط بودند که یا زنگ‌های بلاگردان  یا گونگ بلاگردانی هستند که صدایی شبیه تندر تولید می‌کند. آنها همچنین ارتباط مشترکی با چاقو داشتند و در شرح یک مناسک، آنها را با هم به عنوان «حامل خنجر برنزی» خطاب می‌کنند.
یک نسخه دو زبانه از فهرست خدای ویدنر از امار ممکن است اراگال را با تارحونا یا تارحونز، به ترتیب خدای آب‌وهوای هیتی و لووی، برابر بداند، اگرچه دلایل این امر نامشخص است. چنین اشاره شده است که نسخه‌های چند زبانه این متن بعید است که منابع قابل اعتمادی برای اطلاعات الهیاتی باشند.
چنین پیشنهاد شده که نام هراکلس قهرمان یونانی از نام اراگال گرفته شده‌است. با این حال، با توجه به ارزیابی انتقادی والتر بورکرت از این پیشنهاد، عموما آن را مبتنی بر «زمینه‌های بسیار لغزنده» در نظر می‌گیرند.

## پرستش
اشاره به اراگال در منابع شناخته‌شده، نادر است. قدیمی‌ترین گواهی‌های قطعی، نام‌های تئوفوریِ مربوط به دوره ایسین-لارسا، مانند کوگ-اراگال و پوزور-اراگال هستند؛ یک نام قدیمی‌تر که به صورت Èr-ra-gal نوشته شده است و متعلق به دوره اور سوم است به احتمال زیاد باید به صورت Erra-rabi خوانده شود و او را فراخوانی نمی‌کند. یک سند قانونی بابلی باستان که منشأ ناشناخته دارد، او را در کنار ادد از شوهاتوم، یک سکونتگاه کاملاً ناشناخته ذکر می‌کند. در سایر متن‌های آن دوره، گواهی‌های او تا حد زیادی محدود به مدخل‌های فهرست‌های خدا است.
یک متن آشوری میانه به مه-توران (سیرارا) به عنوان مرکز آیین اراگال اشاره می‌کند، اگرچه این نام فقط ممکن است به عنوان جایگزینی برای نرگال در این زمینه استفاده شده باشد، زیرا دومی در ارتباط با این شهر به خوبی گواهی شده‌ است. بازسازی معبد اراگال واقع در آنجا بر روی منشور شکستهٔ نینورتا-توکولتی-آشور ذکر شده‌است.
تعدادی از نامه‌هایی که گمان می‌رود منشا آن بابل باشد و مربوط به سال‌های آخر سلطنت اسرحدون یا سالهای اول آشوربانیپال است، تعمیر مجسمه‌های تعدادی از خداییان را که ظاهراً در این شهر پرستش می‌شدند، از جمله اراگال و همچنین اوراش، بلت-ایکالی، شاراهیتو، زابابا و لوگال-مارادا توصیف می‌کند. چکیده نیپور که به واسطه رونوشت‌های بابلی نو شناخته می‌شود، بیان می‌کند که در این شهر، اراگال در «صحن بیرونی در گرزه» و در معبد نرگال پرستش می‌شد. کتیبه‌ای از نبونعید متعلق به اصطلاحا استوانه ایگیکالاما اراگال را به عنوان «قوی‌ترین در میان خدایان» توصیف و او را به عنوان یکی از خداییان معرفی می‌کند که پادشاهی را به او اعطا کردند.

## اساطیر
هم در حماسه گیلگمش (لوح XI، سطر ۱۰۲) و هم در نسخه آشوری نو آترا-هاسیس اراگال مسوول «از بیخ کندن تیرک‌های مهار» قبل از طوفان است. فرانس ویگرمن به‌طور آزمایش پیشنهاد می‌کند که این موضوع می‌تواند بازی با کلمات باشد که شامل نام اراکال و واژه تارکولو می‌شود. می‌توان آن را به معنای تحت‌اللفظیِ «تیرک مهار» ترجمه کرد اما از نظر استعاری می‌تواند به ارتباط بین عناصر مختلف جهان اشاره کند. نقش اراگال در ادبیات بین‌النهرین به این متن‌ها محدود می‌شود، اما استدلال شده که اشاره‌ای به این دو قسمت را می‌توان در اسطوره ارا و ایشوم (لوح IV، سطرهای ۱۱۸ تا ۱۲۰) یافت، جایی که اولین از دو خدای نام‌بخش تخریبی که قادر به ایجاد آن است را توصیف می‌کند:
بگذار تیرک مهار را به در آرَم تا کشتی‌ها دور شوند،

بگذار سکان را بشکنم تا نتواند در ساحل پهلو بگیرد،

بگذار دکل را برکنم، و همه اسبابش را پاره کنم.
بر اساس مقاله اخیر الیز زومر، اشاره احتمالی دیگری به اراگال در زمینه مشابهی نیز در متن HS 1885+ از نیپور رخ می‌دهد؛ این متن یک «حماسه پادشاهی» (Königsepos) و بیانگر درگیری بین گولکیشار، ششمین پادشاه سلسله نخست زمینِ دریا و سامسو-دیتانا است که اولی در جایگاه قهرمان داستان قرار دارد.

## واژگان
1. ↑  Theonym
2. ↑  Frans Wiggermann
3. ↑  Frank Simons
4. ↑  Kynthia Taylor
5. ↑  Emesal
6. ↑  Nicla de Zorzi
7. ↑  Ḫulbazizi
8. ↑  Ekur
9. ↑  Lamma
10. ↑  Zeta Lyrae
11. ↑  Emar
12. ↑  Tarḫunna
13. ↑  Tarḫunz
14. ↑  Walter Burkert
15. ↑  Theophoric name
16. ↑  Isin-Larsa period
17. ↑  Me-Turan
18. ↑  É (temple)
19. ↑  Ninurta-tukulti-Ashur
20. ↑   Belet-ekalli
21. ↑  Šarrāḫītu
22. ↑  Lugal-Marada
23. ↑  Elyze Zomer
24. ↑  First Sealand dynasty
25. ↑  Samsu-Ditana